# Karl Eduard Cahn-Bronner
Karl Eduard Cahn-Bronner (geboren 15. Juli 1893 in Straßburg; gestorben April 1977 in Chicago) war ein deutscher Internist, der an der Goethe-Universität Frankfurt und der University of Illinois lehrte.

## Leben
Cahn-Bronner wurde als Sohn von Arnold Cahn, Medizinalrat und langjähriger Chefarzt des Bürgerspitals Straßburg, geboren. Während Cahn jüdischen Glaubens war, war seine Ehefrau Lina Bronner unitaristischen Glaubens.
Nachdem Cahn-Bronner 1911 seine Reifeprüfung am protestantischen Gymnasium in Straßburg absolviert hatte, begann er ein Studium in Naturwissenschaften an der Universität Straßburg. Nach zwei Semestern wechselte er zu einem Medizinstudium in Straßburg sowie der Universität Kiel. Sein Staatsexamen legte Cahn-Bronner 1916 an der Universität Straßburg ab, seine Approbation erlangte er 1917 ebendort. Im gleichen Jahr promovierte er.
Von 1914 bis 1917 war er während des Ersten Weltkriegs Feldarzt am Bürgerhospital Straßburg, welches über ein angegliedertes Lazarett verfügte. Von 1917 bis 1918 war er Assistenzarzt bei den Luftstreitkräften. 1919 wechselte er nach kurzzeitiger Beschäftigung an einem Würzburger Krankenhaus als Assistent zum Hygienischen Institut in Frankfurt am Main. 1925 wurde er Privatdozent an der Frankfurter Universität. Im Krankenhaus in Bad Homburg vor der Höhe war er gleichzeitig Leiter der Inneren Abteilung.
Als Sohn eines jüdischen Vaters wurde ihm durch das Gesetz zur Wiederherstellung des Berufsbeamtentums 1934 die Lehrbefugnis entzogen. Noch bis 1937 arbeitete er als Arzt in Bad Homburg. 1937 floh Cahn-Bronner nach Italien, wo er eine Stelle an der Universität Pavia fand. Er hielt aber auch labortechnische Kurse am Landschulheim Florenz ab.
1939 wurde Cahn-Bronner aus Italien vertrieben und musste erneut fliehen, dieses Mal in die USA. Dort arbeitete er von 1940 bis 1958, davon acht Jahre als Professor, an der University of Illinois in Chicago.

## Werke (Auswahl)
- Die Behandlung der Lungenentzündung mit parentralen Chinin-Injektionen. 1917 (Dissertation).
- Die Beziehungen zwischen der Collodi-Labilität des Blutes und den Immunitätserscheinungen bei der Lungentuberkulose. Frankfurt am Main 1925 (Habilitationsschrift).